# Частное определение
Частное определение — специальное решение суда, в котором обращается внимание государственных органов, общественных организаций и должностных лиц на нарушение закона и которое направляется не позднее следующего дня в соответствующие организации или соответствующим должностным лицам, которые обязаны в течение месяца сообщить о принятых ими мерах.

## В СССР
В СССР (по состоянию на 1979 год) суд имел право вынести частное определение (в Азербайджанской, Киргизской, Молдавской, Литовской и Эстонской ССР оно именовалось «особым»). В частных (особых) определениях суд обращал внимание руководителей учреждений, предприятий, иных лиц на причины и условия, способствовавшие совершению преступления и требовал от них принять меры. О принятых мерах данные лица должны были известить суд в месячный срок. В частном определении суд мог указать на недостатки следствия, а также отметить «факты неправильного поведения отдельных граждан на производстве или в быту либо нарушение ими общественного долга». Также суд мог поднять в частном определении вопрос о положительных действиях того или иного гражданина и сообщить о них его руководству. Частное определение подписывал судьи и народные заседатели, оно могло быть (согласно статье 321 Уголовно-процессуального кодекса РСФСР) оглашено в судебном заседании. В 1978 году доктор юридических наук Валерий Савицкий так охарактеризовал частное определение:

Частное определение называется частным потому, что оно касается не главного вопроса всего судопроизводства — о виновности и мере наказания, а какого-то частного, отдельного вопроса, так или иначе связанного с главным. А такой вопрос может быть как отрицательного, так и положительного свойства

## В Российской Федерации
В Российской Федерации (по состоянию на конец 2010-х годов) частные определения выносились редко. Адвокат Валентина Ященко в 2020 году отметила, что частное определение является крайней мерой. Так, в 2020 году Ленинский районный суд города Екатеринбурга отменив пятое подряд решение городской Межведомственной комиссии о признании дома аварийным, вынес частное определение в адрес главы Екатеринбурга Александра Высокинского. В частном определении суд указал на нарушения прав жильцов дома, так как с 2018 года по 2020 года суд четыре раза отменял решение межведомственной комиссии. Жильцы просили межведомственную комиссию признать дом аварийным и подлежащим реконструкции. Каждый раз отменяя решение межведомственной комиссии, суд обязывал провести новое заседание межведомственной комиссии, на котором повторно рассмотреть обращение жильцов. Однако каждый раз после отмены своего решения межведомственная комиссия вновь собиралась и выносила отказное решение. Суд это решение вновь отменял и вновь обязывал комиссию заново рассмотреть обращение жильцов. И так прошли четыре отмены подряд. Отменяя решение комиссии в пятый раз, суд вынес частное определение в адрес Высокинского.

### Структура частного определения
Частное определение состоит из: 1) вводной части, где указывается время, место его постановления, состав суда, дело, при рассмотрении которого оно вынесено; 2) описательной части, в которой излагаются основания частного определения, подтверждающие их данные и рекомендации суда по устранению обнаруженных нарушений и недостатков; 3) резолютивной части, где говорится, кому адресуется частное определение для исполнения указанных судом рекомендаций.

### Нормативные акты
Положения о частном определении содержат следующие основные законодательные акты:
1. «Арбитражный процессуальный кодекс Российской Федерации» от 24.07.2002 N 95-ФЗ
(ред. от 19.12.2016) (с изм. и доп., вступ. в силу с 01.01.2017)
Ст. 188.1 «Частные определения»
2. «Гражданский процессуальный кодекс Российской Федерации» от 14.11.2002 N 138-ФЗ (ред. От 19.12.2016) (с изм. и доп., вступ. в силу с 01.01.2017)
Ст. 226 «Частные определения суда»

### Порядок обжалование частного определения
В ч. 2 ст. 200 Кодекса административного судопроизводства Российской Федерации от 08.03.2015 N 21-ФЗ (ред. от 03.07.2016) (с изм. и доп., вступ. в силу с 01.01.2017) законодатель закрепляет право обжалования частного определения лицами, интересы которых затрагиваются этим определением. Частное определение является самостоятельным объектом обжалования, на него в течение 15 дней может быть подана жалоба в суд вышестоящей инстанции. Если на частное определение была подана жалоба, то начало месячного срока, в течение которого лицо, интересы которого затрагиваются частным определением, обязано сообщить суду об устранении нарушений законности, будет исчисляться с момента принятия определения судом апелляционной инстанции (если только апелляционным определением не будет отменено частное определение).
По состоянию на 2020 год суд апелляционной инстанции рассматривает апелляционную жалобу в составе единоличного судьи апелляционной инстанции. Рассмотрение проводится без проведения судебного заседания.

### Обязанность должностного лица принять по частному определению меры
Должностное лицо, которому внесено судом частное определение по административному делу, обязано сообщить суду вынесшему частное определение о принятых мерах в течение месяца со дня вынесения частного определения (а если частное определение было обжаловано - в течение месяца со дня отклонения вышестоящим судом апелляционной жалобы).
Адвокат Валентина Ященко отметила, что небольшое количество частных определений, которые ежегодно выносят суды России, объясняется тем, что в ряде случаев принимаемые по ним меры являются формальными и недостаточными для предупреждения нарушений права в дальнейшем. В связи с частным определением 2020 года в адрес Высокинского (о необоснованных отказах в признании дома аварийным) Ященко высказала предположение о том, что глава Екатеринбурга может во исполнение этого решения суда принять следующие меры:
- указать лицу, допустившему нарушение закона, на недопустимость в дальнейшем таких действий;
- совершенствовать работу Межведомственной комиссии;
- привлечь к дисциплинарной ответственности виновных лиц.

В ответе суду на частное определение Администрация Екатеринбурга ничего не сообщила о том, что кто-то привлечен к ответственности или кому-то указано на недопустимость нового нарушения закона. Что касается вопроса о признании дома аварийным, то Администрация Екатеринбурга просто обошла частное определение: в декабре 2020 года вопрос был вновь рассмотрен на Межведомственной комиссии, которая отложила его разрешение до проведения дополнительного обследования дома. По состоянию на август 2021 года дополнительное обследование так и не было проведено. Администрация Екатеринбурга в августе 2020 года сообщила, что невозможно организовать конкурсную процедуру для выбора подрядной организации, которая проведет это обследование. В итоге спустя 7 месяцев после вступления в силу частного определения вопрос о признании дома аварийным решен не был.

### Ответственность за неизвещение суда о принятых по частному определению мерах
При вынесении частного определения судом общей юрисдикции, в соответствии со ст. 226 Гражданского процессуального кодекса Российской Федерации от 14.11.2002 N 138-ФЗ (ред. От 19.12.2016) (с изм. и доп., вступ. в силу с 01.01.2017), в случае несообщения о принятых мерах виновные должностные лица могут быть подвергнуты штрафу в размере до одной тысячи рублей. Наложение штрафа не освобождает соответствующих должностных лиц от обязанности сообщить о мерах, принятых по частному определению суда.
При вынесении частного определения Арбитражным судом также предусматривается ответственность за неисполнение частного определения. Так ч. 3 ст. 200 «Кодекса административного судопроизводства Российской Федерации» от 08.03.2015 N 21-ФЗ (ред. от 03.07.2016) (с изм. и доп., вступ. в силу с 01.01.2017), предусматривает за несообщение в суд о принятых мерах по устранению выявленных нарушений законности влечет наложение на виновных должностных лиц судебного штрафа в порядке и размере, предусмотренных статьями 122 и 123 настоящего Кодекса. Наложение судебного штрафа не освобождает соответствующих должностных лиц от обязанности сообщить о принятии указанных мер. В свою очередь в ст. 12 «Кодекса административного судопроизводства Российской Федерации» от 08.03.2015 N 21-ФЗ предусмотрены судебные штрафы в следующем размере: на орган местного самоуправления, иные органы и организации, которые наделены отдельными государственными или иными публичными полномочиями, — восьмидесяти тысяч рублей, на организацию — пятидесяти тысяч рублей, на должностное лицо — тридцати тысяч рублей, на государственного или муниципального служащего — десяти тысяч рублей, на гражданина — пяти тысяч рублей. Судебный штраф, налагаемый на орган государственной власти, иной государственный орган, не может превышать ста тысяч рублей.

### Статистика
Официальная судебная статистика показывает, что в России частные определения выносятся по небольшому числу рассмотренных судами дел. В 2019 году районные и приравненные к ним городские) суды России окончили производство по 535,7 тысяч уголовных дел по первой инстанции. При рассмотрении этих уголовных дел районные (и приравненные к ним городские) суды России в 2019 году вынесли 10,7 тысяч частных определений. Таким образом, 1 частное определение в среднем выносилось на 50 уголовных дел, оконченных производством.
В 2019 году все суды России по первой инстанции рассмотрели 18 804,9 тысяч гражданских и 5 173,6 тыс. административных дел. Данных о количестве вынесенных частных определений (постановлений) по ним Судебный департамент при Верховном суде Российской Федерации не опубликовал. Однако были опубликованы данные о количестве ответов («сообщений») на вынесенные по гражданским и административным делам частные определения (постановления), поступивших в суды. Всего, согласно официальной статистике из всех судов России в 2019 году поступило сообщений на частные определения (постановления):
- На вынесенные по гражданским делам — 6 232 сообщения;
- На вынесенные по административным делам — 1 485 сообщений.

В 2019 году все суды России при рассмотрении в апелляционной инстанции гражданских и административных дел вынесли 1 тысячу частных определений — 0,1 % от общего количества дел (гражданских и административных), оконченных производством в апелляционной инстанции (708,8 тысяч дел).

### Представление об устранении причин и условий, способствовавших совершению административного правонарушения
КоАП РФ прямо не предусматривает вынесение судом частного определения при рассмотрении дела об административном правонарушении. Однако статья 29.13 КоАП РФ (по состоянию на 2021 год) предусматривает право суда (а равно несудебного органа), рассматривающего дело об административном правонарушении, внести в организацию (должностному лицу) «представление об устранении причин и условий, способствовавших совершению административного правонарушения»:

1. Судья, орган, должностное лицо, рассматривающие дело об административном правонарушении, при установлении причин административного правонарушения и условий, способствовавших его совершению, вносят в соответствующие организации и соответствующим должностным лицам представление о принятии мер по устранению указанных причин и условий.

2. Организации и должностные лица обязаны рассмотреть представление об устранении причин и условий, способствовавших совершению административного правонарушения, в течение месяца со дня его получения и сообщить о принятых мерах судье, в орган, должностному лицу, внесшим представление.
Представление об устранении причин и условий, способствовавших совершению административного правонарушения может быть обжаловано в вышестоящий суд одновременно с постановлением по делу об административном правонарушении если представление касается обстоятельств, рассмотренных в постановлении по делу об административном правонарушении. В частности, должностное лицо, составившее протокол по делу об административном правонарушении, вправе обжаловать представление, если оно связано с обстоятельствами, рассмотренными судом в рамках рассмотрения дела об административном правонарушении. Так судья Новоуральского городского суда Свердловской области 30 июня 2022 года, рассмотрев протокол в отношении гражданина о неисполнении законного требования сотрудника полиции, вынес постановление о прекращении производства по делу и одновременно представлением обратил внимание начальника полиции на нарушения закона, допущенные должностным лицом при составлении протокола. Должностное лицо, составившее этот протокол, подало жалобу в Свердловский областной суд сразу на постановление о прекращении производства и на представление судьи. Судья Свердловского областного суда, рассмотрев жалобу, принял решение — постановление о прекращении производства по делу и представление отменить, дело направить на новое судебное разбирательство. В решении судья Свердловского областного суда констатировал, что представление может быть обжаловано в вышестоящий суд:

Представление об устранении причин и условий, способствовавших совершению административного правонарушения, если оно вынесено на основании обстоятельств, отраженных в постановлении по делу об административном правонарушении, может быть обжаловано вместе с таким постановлением.